# Vexillum (Pusia) pisolinum
Vexillum (Pusia) pisolinum is een slakkensoort uit de familie van de Costellariidae. De wetenschappelijke naam van de soort werd in 1811 voor het eerst geldig gepubliceerd door Jean-Baptiste de Lamarck.